# Slatina pri Ponikvi
Slatina pri Ponikvi – wieś w Słowenii, w gminie Šentjur. W 2018 roku liczyła 126 mieszkańców.